# Bryum flavopallidum
Bryum flavopallidum là một loài rêu trong họ Bryaceae. Loài này được Dusén mô tả khoa học đầu tiên năm 1903.